# Polígon simple

Un polígon simple hexagonal

Un polígon complex pentagonal

Un polígon simple és un polígon els costats no adjacents del qual no s'intersequen. Un polígon simple divideix el pla que el conté en dues regions: la regió interior al polígon i la regió exterior a ell. Un polígon que no és simple s'anomena polígon complex.
Els polígons simples poden ser convexos o còncaus.
{\displaystyle {\mathit {Pol}}{\acute {i}}{\mathit {gon}}{\begin{cases}{\mathit {simple}}{\begin{cases}{\mathit {convex}}{\begin{cases}{\mathit {regular}}\\{\mathit {irregular}}\end{cases}}\\{\mathit {c}}{\grave {o}}{\mathit {ncau}}\end{cases}}\\{\mathit {complex}}\end{cases}}}

## Polígons simples en geometria computacional
En geometria computacional existeixen diversos problemes importants on una de les condicions inicials donades és un polígon simple:
- Determinar si un punt cau a l'interior d'un polígon simple
- Determinar l'àrea continguda en un polígon simple
- Triangulació de polígons: dividir un polígon simple en triangles
- Unió de polígons: trobar el polígon simple que contingui l'àrea continguda en qualssevol dos polígons simples
- Intersecció de polígons: trobar el polígon o polígons simples que continguin l'àrea comú a un parell de polígons simples
- Determinar l'envolupant convexa d'un polígon simple

## Suma dels angles interiors
La suma de tots els angles interiors d'un polígon simple de n costats és:
 {\displaystyle 180}º {\displaystyle *(n-2)} .